# 黄興鎮
黄興鎮（こうこうちん）は、中華人民共和国湖南省長沙市長沙県の鎮。

## 行政区画
- 接駕嶺社区
- 長軸社区
- 沿江山村
- 仙人市村
- 藍田村
- 鹿芝嶺村
- 打卦嶺村
- 黄興村
- 金鳳村
- 光達村
- 太平村
- 栄河村
- 高塘村

## 歴史
1995年、高塘郷・仙人市郷が合併し、現在の黄興鎮が発足。

## 経済

### 名物・特産品
- 花卉
- 蔬菜[1]

## 地理
黄興鎮は長沙県西南部に位置し、北は㮾梨街道・江背鎮と、西は芙蓉区東岸街道と、東南は柏加鎮と、南は跳馬鎮とそれぞれ接している。
- 河川：瀏陽河

## 教育
- 黄興中学

## 交通

### 鉄道
- 光達駅

### 高速公路
- 国道G107
- G0401長沙繞城高速公路

## 観光
- 黄興故居
- 許光達故居
- 湖南辛亥革命人物紀念館

## 出身有名人
- 黄興
- 許光達

- 湖南辛亥革命人物紀念館
- 黄興故居
- 許光達故居